# تپه‌های سه‌گانه وله
تپه‌های سه‌گانه وله مربوط به هزاره اول قبل از میلاد است و در شهرستان مشگین‌شهر، بخش مرکزی، روستای کوربلاغ واقع شده و این اثر در تاریخ ۷ مهر ۱۳۸۱ با شمارهٔ ثبت ۶۲۴۲ به‌عنوان یکی از آثار ملی ایران به ثبت رسیده است.